# کشتی آموزشی آمریگو وسپوچی
کشتی آموزشی آمریگو وسپوچی (به انگلیسی: Italian training ship Amerigo Vespucci) یک کشتی است که ارتفاع آن ۵۴٫۰ متر (۱۷۷٫۲ فوت) می‌باشد. این کشتی در سال ۱۹۳۱ ساخته شد.